# Рапањано
Рапањано (итал. Rapagnano) насеље је у Италији у округу Фермо, региону Марке.
Према процени из 2011. у насељу је живело 828 становника. Насеље се налази на надморској висини од 295 м.

## Становништво
| 1931. | 1936. | 1951. | 1961. | 1971. | 1981. | 1991. | 2001. | 2011. |
| ----- | ----- | ----- | ----- | ----- | ----- | ----- | ----- | ----- |
| 1.774 | 1.834 | 1.709 | 1.739 | 1.635 | 1.569 | 1.706 | 1.877 | 2.044 |